# Chesley
Cet article concerne la commune française. Pour la municipalité canadienne, voir Chesley (Ontario).
Chesley, prononcé [ʃele], est une commune française, située dans le département de l'Aube en région Grand Est.

## Géographie
| Vallières | Cussangy | Lagesse          |
| Prusy     | Chesley  | Balnot-la-Grange |
| Chaserey  |          | Étourvy          |

Le cadastre de 1830 cite : le Châtelier, Moulin-à-vent, Moulin-du-Bas, Moulin-du-Haut, Sainte-Anne, Saint-Gond et Saint-Roch comme étant au territoire de la commune.

### Hydrographie

#### Réseau hydrographique
La commune est dans la région hydrographique « la Seine de sa source au confluent de l'Oise (exclu) » au sein du bassin Seine-Normandie. Elle est drainée par le Landion, le ru de Bernon et divers autres petits cours d'eau,.
Le Landion, d'une longueur de 26 km, prend sa source dans la commune de Quincerot et se jette  dans l'Armance à Davrey, après avoir traversé neuf communes.
Le Ru de Bernon, d'une longueur de 22 km, prend sa source dans la commune  et se jette  dans l'Armance à Chessy-les-Prés, après avoir traversé cinq communes.

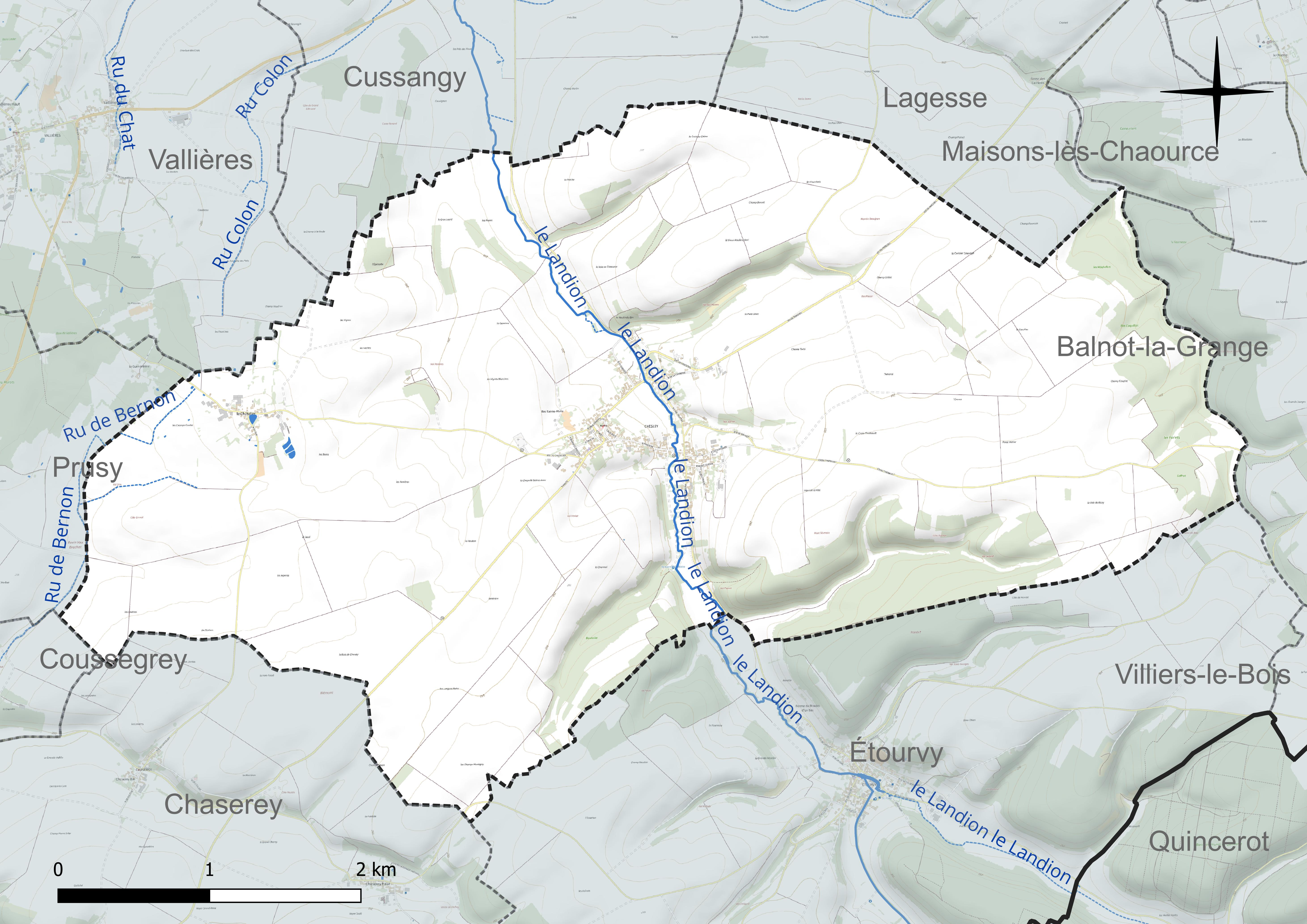
Réseau hydrographique de Chesley.

#### Gestion et qualité des eaux
Le territoire communal est couvert par le schéma d'aménagement et de gestion des eaux (SAGE) « Armançon ». Ce document de planification concerne le territoire du bassin versant de l'Armançon qui s’étend sur 3 100 km2 et se répartit sur trois départements (l'Aube, l'Yonne et la Côte-d'Or). Il a été approuvé le 6 mai 2013. La structure porteuse de l'élaboration et de la mise en œuvre est le syndicat mixte du bassin versant de l'Armançon (SMBVA).
La qualité des cours d’eau peut être consultée sur un site dédié géré par les agences de l’eau et l’Agence française pour la biodiversité.

### Climat
Pour des articles plus généraux, voir Climat du Grand Est et Climat de l'Aube.
En 2010, le climat de la commune est de type climat océanique dégradé des plaines du Centre et du Nord, selon une étude du Centre national de la recherche scientifique s'appuyant sur une série de données couvrant la période 1971-2000. En 2020, Météo-France publie une typologie des climats de la France métropolitaine dans laquelle la commune est exposée à un climat océanique altéré et est dans la région climatique Lorraine, plateau de Langres, Morvan, caractérisée par un hiver rude (1,5 °C), des vents modérés et des brouillards fréquents en automne et hiver.
Pour la période 1971-2000, la température annuelle moyenne est de 10,2 °C, avec une amplitude thermique annuelle de 15,8 °C. Le cumul annuel moyen de précipitations est de 807 mm, avec 12,2 jours de précipitations en janvier et 8,1 jours en juillet. Pour la période 1991-2020, la température moyenne annuelle observée sur la station météorologique de Météo-France la plus proche, « Chessy-les-Prés_sapc », sur la commune de Chessy-les-Prés à 15 km à vol d'oiseau, est de 11,2 °C et le cumul annuel moyen de précipitations est de 756,5 mm. 
La température maximale relevée sur cette station est de 41,4 °C, atteinte le 25 juillet 2019 ; la température minimale est de −22,2 °C, atteinte le 2 janvier 1997,,.
Les paramètres climatiques de la commune ont été estimés pour le milieu du siècle (2041-2070) selon différents scénarios d'émission de gaz à effet de serre à partir des nouvelles projections climatiques de référence DRIAS-2020. Ils sont consultables sur un site dédié publié par Météo-France en novembre 2022.

## Urbanisme

### Typologie
Au 1er janvier 2024, Chesley est catégorisée commune rurale à habitat dispersé, selon la nouvelle grille communale de densité à 7 niveaux définie par l'Insee en 2022.
Elle est située hors unité urbaine et hors attraction des villes,.

### Occupation des sols
L'occupation des sols de la commune, telle qu'elle ressort de la base de données européenne d’occupation biophysique des sols Corine Land Cover (CLC), est marquée par l'importance des territoires agricoles (85,4 % en 2018), une proportion sensiblement équivalente à celle de 1990 (85,7 %). La répartition détaillée en 2018 est la suivante : 
terres arables (77,9 %), forêts (12,6 %), zones agricoles hétérogènes (5,8 %), zones urbanisées (2 %), prairies (1,8 %). L'évolution de l’occupation des sols de la commune et de ses infrastructures peut être observée sur les différentes représentations cartographiques du territoire : la carte de Cassini (XVIIIe siècle), la carte d'état-major (1820-1866) et les cartes ou photos aériennes de l'IGN pour la période actuelle (1950 à aujourd'hui).

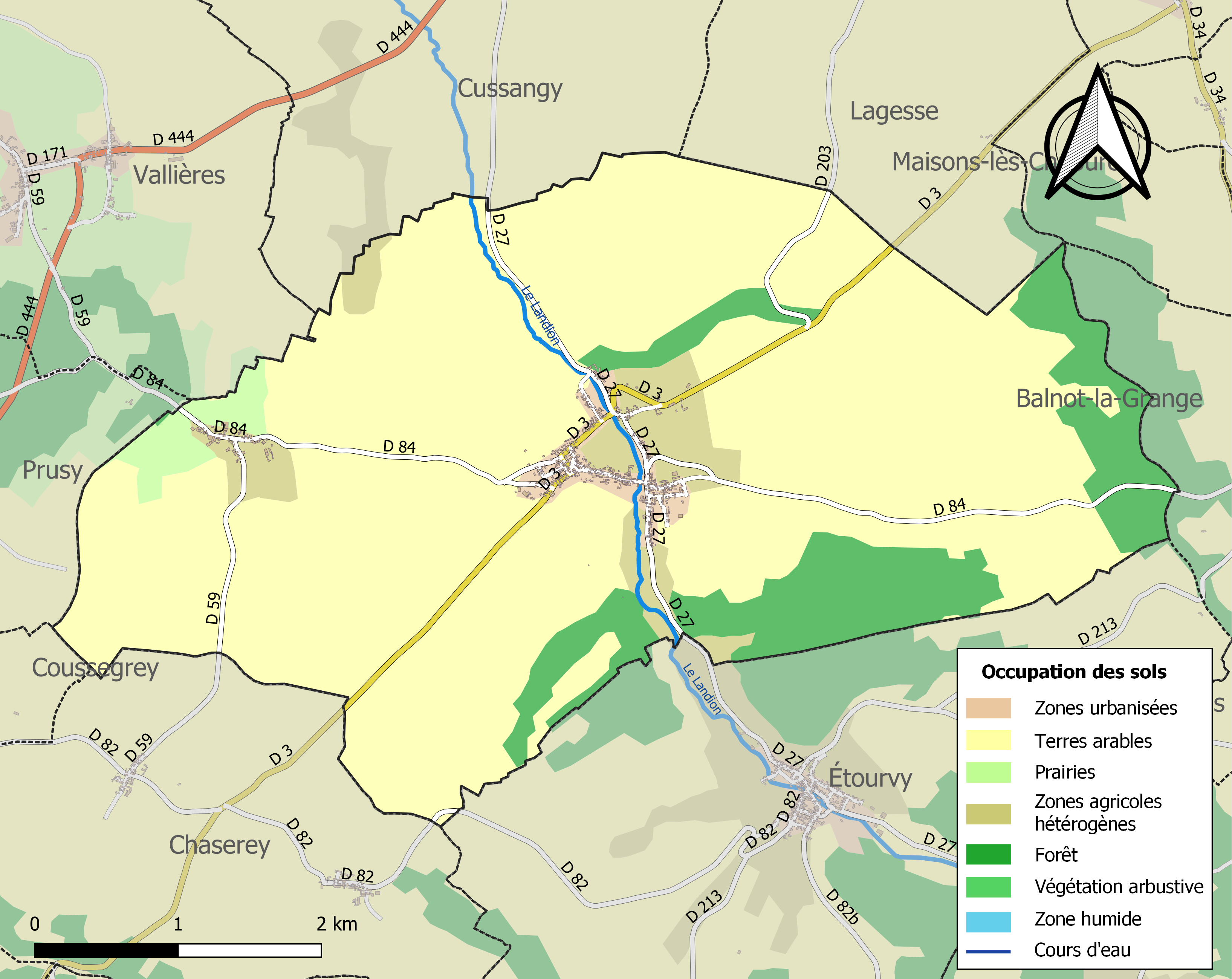
Carte des infrastructures et de l'occupation des sols de la commune en 2018 (CLC).

## Histoire
Au niveau seigneurial il relevait en premier d'Ervy jusqu'en 1250, les comtes de Champagne en ayant fait l'acquisition en 1264 et l'incorporant à Chaource en 1273. Le plus ancien seigneur connu étant Gui-Chardon de Montigny, fin XIe siècle le tenant de Jean de Ligny. C'est Marguerite de Villehardouin, dame de Villy qui vendait ce qu'elle avait là au comte de Champagne. En 1770 c'est le comte de la Madeleine qui est seigneur avant Dominique Louis, comte de Saint-Belin qui en était seigneur en 1789.
Une maison seigneuriale est citée en 1505 comme appartenant à Nicolas et Claude du Monstier et dont les dépendances étaient deux arpents de terre et deux moulins à blé.
Jusqu'en 1789, Chesleys dépendait de l'intendance et de la généralité de Châlons, de l'élection de Bar-sur-Aube et du bailliage de Troyes.

## Politique et administration
Entre 1789 et l'an IX Cesley était le chef-lieu d'un canton du district d'Ervy.
| Période                                  | Période  | Identité       | Étiquette | Qualité                                        |
| ---------------------------------------- | -------- | -------------- | --------- | ---------------------------------------------- |
| mars 2001                                | mai 2020 | Serge Bernard  |           | Agriculteur exploitant                         |
| mai 2020                                 | en cours | Arnaud Stecher |           | Cadre administratif et commercial d'entreprise |
| Les données manquantes sont à compléter. |          |                |           |                                                |

## Démographie
L'évolution du nombre d'habitants est connue à travers les recensements de la population effectués dans la commune depuis 1793. Pour les communes de moins de 10 000 habitants, une enquête de recensement portant sur toute la population est réalisée tous les cinq ans, les populations de référence des années intermédiaires étant quant à elles estimées par interpolation ou extrapolation. Pour la commune, le premier recensement exhaustif entrant dans le cadre du nouveau dispositif a été réalisé en 2006.

En 2022, la commune comptait 295 habitants, en évolution de −9,51 % par rapport à 2016 (Aube : +0,7 %, France hors Mayotte : +2,11 %).
| 1793 | 1800 | 1806 | 1821 | 1831 | 1836 | 1841 | 1846 | 1851 |
| ---- | ---- | ---- | ---- | ---- | ---- | ---- | ---- | ---- |
| 809  | 847  | 848  | 841  | 848  | 858  | 857  | 838  | 860  |

| 1856 | 1861 | 1866 | 1872 | 1876 | 1881 | 1886 | 1891 | 1896 |
| ---- | ---- | ---- | ---- | ---- | ---- | ---- | ---- | ---- |
| 853  | 815  | 779  | 754  | 705  | 714  | 701  | 677  | 602  |

| 1901 | 1906 | 1911 | 1921 | 1926 | 1931 | 1936 | 1946 | 1954 |
| ---- | ---- | ---- | ---- | ---- | ---- | ---- | ---- | ---- |
| 594  | 568  | 579  | 497  | 482  | 476  | 461  | 492  | 450  |

| 1962 | 1968 | 1975 | 1982 | 1990 | 1999 | 2006 | 2011 | 2016 |
| ---- | ---- | ---- | ---- | ---- | ---- | ---- | ---- | ---- |
| 440  | 399  | 353  | 344  | 317  | 320  | 343  | 334  | 326  |

| 2021 | 2022 | - | - | - | - | - | - | - |
| ---- | ---- | - | - | - | - | - | - | - |
| 304  | 295  | - | - | - | - | - | - | - |

## Culture locale et patrimoine

### Lieux et monuments
L'église Saint-Didier de Chesley était le siège d'une cure de l'archidiaconé de Tonnerre et du doyenné de Villemer. Elle était en premier lieu à la présentation de l'abbé de Molesme dès 1101 puis de celle de l'infirmier. Elle avait Davrey comme succursale. Elle est du XIIe siècle, placée sous le vocable de Saint-Didier ; l'abside et le chœur sont contenus dans un rectangle plus petit que celui de la nef. Il y avait une chapelle Prestimonie fondée en 1726 par le curé Edme Renault.
- Chapelle Notre-Dame-de-Lourdes du Châtelier.
- Chapelle Saint-Gand de Chesley.

Sainte-Anne, il y avait là une chapelle, vendue comme bien national à la Révolution et un moulin.

## Héraldique
| Blason de Chesley | Blason  | D'azur aux trois tours d'or ouvertes du champ, maçonnées de sable. |
| Blason de Chesley | Détails | Le statut officiel du blason reste à déterminer.                   |